# Jorgos Pelajias
Jorgos Pelajias, gr. Γιώργος Πελαγίας (ur. 10 maja 1985 w Nikozji) – cypryjski piłkarz, grający w Bakı FK. Występuje na pozycji obrońcy.

## Kariera klubowa
Pelajias profesjonalną karierę rozpoczął w klubie Olympiakos Nikozja. W 2006 roku przeniósł się do Grecji. W barwach AO Kerkira występował przez cztery kolejne sezony, z czego trzy w drugiej lidze. Latem 2010 roku przeniósł się do Włoch, w trakcie dwuletniego pobytu występował jednak jedynie w mało znanych klubach z niższych lig − Atletico Roma i Barletta Calcio. Sezon 2012−2013 spędził w Olympiakosie Nikozja, a latem 2013 roku podpisał umowę z azerskim Bakı FK.

## Kariera reprezentacyjna
W reprezentacji Cypru zadebiutował 7 października 2011 roku w meczu eliminacji ME przeciwko Danii. Na boisku przebywał przez pełne 90 minut.
| Mecze i gole w reprezentacji | Mecze i gole w reprezentacji | Mecze i gole w reprezentacji | Mecze i gole w reprezentacji | Mecze i gole w reprezentacji | Mecze i gole w reprezentacji | Mecze i gole w reprezentacji |
| #                            | Data                         | Stadion                      | Rywal                        | Wynik                        | Gol                          | Rozgrywki                    |
| 2011                         | 2011                         | 2011                         | 2011                         | 2011                         | 2011                         | 2011                         |
| ---------------------------- | ---------------------------- | ---------------------------- | ---------------------------- | ---------------------------- | ---------------------------- | ---------------------------- |
| 1.                           | 07.10.2011                   | Nikozja, Cypr                | Dania                        | 1:4                          | 0                            | El. ME 2012                  |
| 2.                           | 11.10.2011                   | Oslo, Norwegia               | Norwegia                     | 1:3                          | 0                            | El. ME 2012                  |